# ARINC 653
Mit ARINC 653 wird im Avionikbereich der von ARINC erstellte Standard Avionics Application Software Standard Interface bezeichnet. ARINC 653 befasst sich mit der Virtualisierung in Computersystemen im Hinblick auf die besonderen Anforderungen in der Luft- und Raumfahrt. Eine solche Anforderung ist die Vorhersagbarkeit des Verhaltens eines Computersystems.
Ein wichtiges Merkmal von ARINC 653 ist die Zuteilung von Ressourcen (Rechenzeit, Speicher usw.) für einzelne Applikationen, die auf demselben Prozessor bzw. Speicher laufen. Dadurch wird sichergestellt, dass sich die Applikationen nicht gegenseitig in ungewünschter Weise beeinflussen. Diese Eigenschaft ermöglicht es, auf einer CPU sicherheitskritische Software mit unterschiedlichen Zertifizierungsanforderungen laufen zu lassen.
Die Definition eines Application Programming Interface (API) spiegelt außerdem den Trend zur modularen Avionik (IMA) wider.

## Merkmale
- Ressourcenpartitionierung
- Prozessmanagement
- Zeitmanagement
- Kommunikation innerhalb und zwischen den Partitionen
- Health Monitoring